# Stefan Rosenbauer
Stefan Rosenbauer (* 24. März 1896 in Biberach an der Riß; † 18. August 1967 in Rio de Janeiro) war ein deutscher Fechter und Fotograf, der deutscher Meister wurde und 1936 eine olympische Bronzemedaille mit der Florett-Mannschaft gewann.

## Leben
Stefan Rosenbauer vom Fecht-Club Hermannia Frankfurt gewann 1931 und 1932 die deutsche Meisterschaft mit dem Degen, 1933 siegte er mit dem Florett. Bei der inoffiziellen Weltmeisterschaft 1934 in Warschau erhielten Erwin Casmir, Julius Eisenecker, August Heim und Stefan Rosenbauer Bronze in der Mannschaftswertung mit dem Florett hinter den Mannschaften aus Italien und Frankreich. Bei den Olympischen Spielen 1936 in Berlin gewann die deutsche Florett-Equipe mit Otto Adam, Erwin Casmir, Julius Eisenecker, August Heim, Siegfried Lerdon und Stefan Rosenbauer die Bronzemedaille; die Mannschaft aus Italien siegte in der Finalrunde vor Frankreich.
Rosenbauers Frau war eine konvertierte Jüdin und beide emigrierten 1939 nach Brasilien. Dort konnte er für den Club Fluminense Rio de Janeiro fechten. Daneben eröffnete er ein Fotostudio und wurde anerkannter Porträt-Fotograf.